# Bernareggio
Bernareggio är en ort och kommun i provinsen Monza e Brianza i regionen Lombardiet i Italien. Kommunen hade 11 209 invånare (2018).